# Stuck Mojo
Stuck Mojo – amerykański zespół muzyczny wykonujący głównie rap metal. Został założony w 1989 roku przez Rich Warda, Bonza, Richarda Farmera oraz Dwayne'a Fowlera.

## Muzycy
Obecny skład zespołu
- Rich Ward – gitara, wokal (1989-2000, od 2005)
- Sean Delson – gitara basowa (od 2005)
- Lord Nelson – wokal (od 2006)
- Mike Martin – gitara (od 2007)
- Steve Underwood – perkusja (od 2008)

Byli członkowie zespołu
- Bonz – wokal (1989-2000, 2005-2006}
- Richard Farmer – perkusja (1989-1990)
- Benjamin Reed – perkusja (1990-1993)
- Brent Payne – perkusja (1993-1995)
- Corey Lowery – gitara basowa, wokal (1996-1998)
- Frank "Bud" Fontsere – perkusja (1993)
- Dan Dryden – gitara basowa (1998-2000)
- Eric Sanders – perkusja (2005)
- Dwayne Fowler – gitara basowa (1989-1995)
- Will Hunt – perkusja (1996)
- Rodney Beaubouef – perkusja (2006-2008)

## Dyskografia
- Snappin' Necks (1995)
- Pigwalk (1996)
- Violated (EP, 1997)
- Rising (1998)
- HVY1 (album koncertowy, 1999)
- Declaration of a Headhunter (2000)
- Violate This (kompilacja, 2001)
- Southern Born Killers (2007)
- The Great Revival (2008)
- Here Come the Infidels (2016)[3]